# Renia rigida
Renia rigida là một loài bướm đêm thuộc họ Noctuidae. Loài này có ở Bắc Mỹ, bao gồm Iowa, Utah và Arizona.